# Имперское министерство народного просвещения и пропаганды

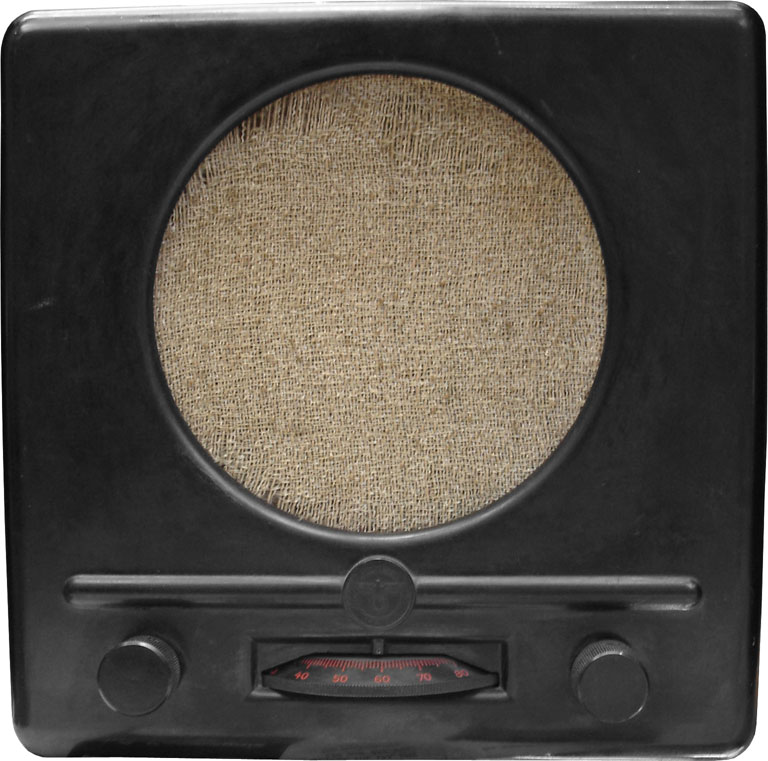
Народный приёмник, Typ DKE38 (1938—1945)

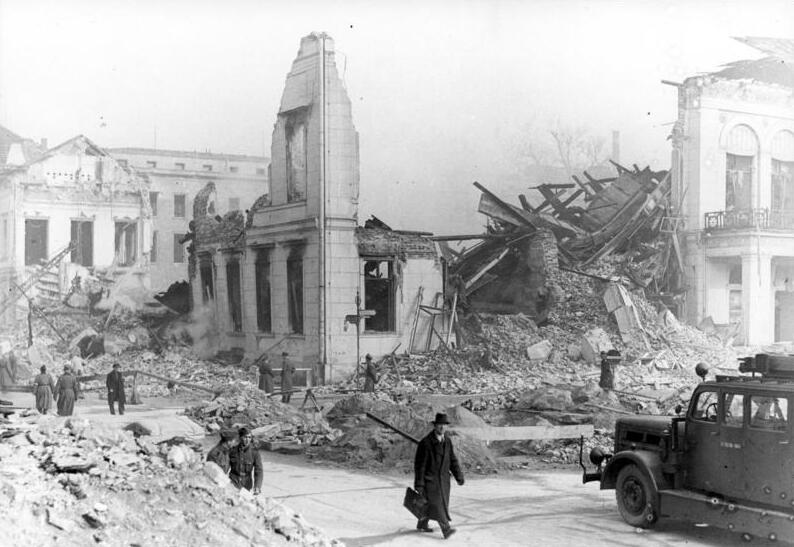
13 марта 1945 года.
Руины министерства пропаганды на площади Вильгельмплац, 8-9 (бывший Орденский дворец)

Имперское Министерство народного просвещения и пропаганды (нем. Reichsministerium für Volksaufklärung und Propaganda) — государственное учреждение нацистской Германии, созданное для осуществления контроля в сфере культуры и средств массовой информации, контроля за просвещением и осуществления пропаганды среди населения.

## Создание и задачи
11 марта 1933 года кабинет рейхсканцлера Адольфа Гитлера принял решение о создании имперского министерства народного просвещения и пропаганды, и уже спустя два дня рейхспрезидент Гинденбург издал соответствующий указ: «С целью просвещения и пропаганды населения в вопросах политики имперского правительства и национального восстановления немецкого отечества создается имперское министерство народного просвещения и пропаганды».
13 марта 1933 года гауляйтер Берлина Йозеф Геббельс получил назначение на должность министра пропаганды и в 35 лет стал самым молодым членом правительства.
14 марта Геббельс присягнул рейхспрезиденту: «Я клянусь приложить все силы на благо немецкого народа, соблюдать конституцию и законы рейха, добросовестно выполнять возложенные на меня обязанности и вести мои дела беспристрастно и справедливо».
15 марта 1933 года министр заявил на своей первой пресс-конференции: «В создании нового министерства просвещения и пропаганды я вижу революционный поступок правительства, так как новое правительство не намерено предоставить народ самому себе».

## Структура министерства
По аналогии с организационным строением отдела пропаганды НСДАП в первое время министерство Геббельса состояло из шести отделов: радио, печати, кино, пропаганды, театра и общих вопросов. Условием его существования стала необходимая централизация всех учреждений культуры.
Отделы:
- I. Административный
  - А. Хозяйственный отдел
  - В. Отдел кадров
  - С. Правовой отдел
- II. Пропаганда (создан в 1933);
  - сектора: съездов, выставок, по связи с Управлением пропаганды НСДАП, по связи с партийной канцелярией, по связи с местными управлениями пропаганды, по культурной пропаганде, политической пропаганды, пропаганды среди этнических немцев, цензуры СМИ, расширения германского этноса, пропаганды в здравоохранении, пропаганды расовой политики, пропаганды социальной деятельности.
- III. Радио
- IV. Пресса
  - А. Сектор внутренней прессы
  - В. Сектор иностранной прессы
  - С. Сектор периодической печати
  - D. Сектор печати по вопросам культуры
- V. Кинематография
- VI. Театр
- VII. Заграница
- VIII. Литература
- IX. Искусство
- X. Музыка (создан в 1934 как отдел Музыки и искусства; в 1937 разделен)
- XI. Народное творчество
- XII. Зарубежный туризм

В состав министерства не входили, но контролировались им:
- Имперская палата культуры,
- Управление Лейпцигской ярмарки,
- Германская библиотека,
- Германский институт международных отношений,
- Имперское объединение германской прессы.

Министерство внесло большой вклад в развитие немецкого радио- и телевещания. 25 мая 1933 была выпущена первая партия «народного радиоприёмника» в количестве 100 тысяч экземпляров. К концу года производство приёмников достигло полумиллиона.
В этом же году министерству от Имперского министерства почт и имперско-земельных государственных радиокомпаний было передано Имперское общество радиовещания, а в начале следующего года они уже были поглощены самим Имперским обществом радиовещания, 22 марта 1935 года его филиал начал регулярное телевещание, это было первое в мире электронное телевидение (а не электромеханическое). После поражения нацистской Германии Имперское общество радиовещания было отстранено от радиовещания, осуществление которого было передано государственным учреждениям земель в западных землях Германии, государственному учреждению Немецкого управления народного просвещения «Германское демократическое радио» в восточных землях.
Сейчас в здании бывшего министерства пропаганды размещается министерство труда Германии.

## Руководители
Министерство возглавлял:
- Йозеф Геббельс (1933—1945).
- В своём политическом завещании вместо Геббельса, который назначался рейхсканцлером, Гитлер назначил новым министром пропаганды Вернера Науманна, однако последний к обязанностям министра не приступил, бежав из бункера. Фактически руководство пропагандой в последние дни сражения за Берлин осуществлял Ганс Фриче.